# Benalla Airport
Benalla Airport är en flygplats i Australien. Den ligger i kommunen Benalla och delstaten Victoria, omkring 170 kilometer nordost om delstatshuvudstaden Melbourne.
Runt Benalla Airport är det mycket glesbefolkat, med 2 invånare per kvadratkilometer.. Närmaste större samhälle är Benalla, nära Benalla Airport.
Trakten runt Benalla Airport består till största delen av jordbruksmark. Genomsnittlig årsnederbörd är 1 295 millimeter. Den regnigaste månaden är juli, med i genomsnitt 158 mm nederbörd, och den torraste är november, med 58 mm nederbörd.